# 庫馬-馬內奇盆地

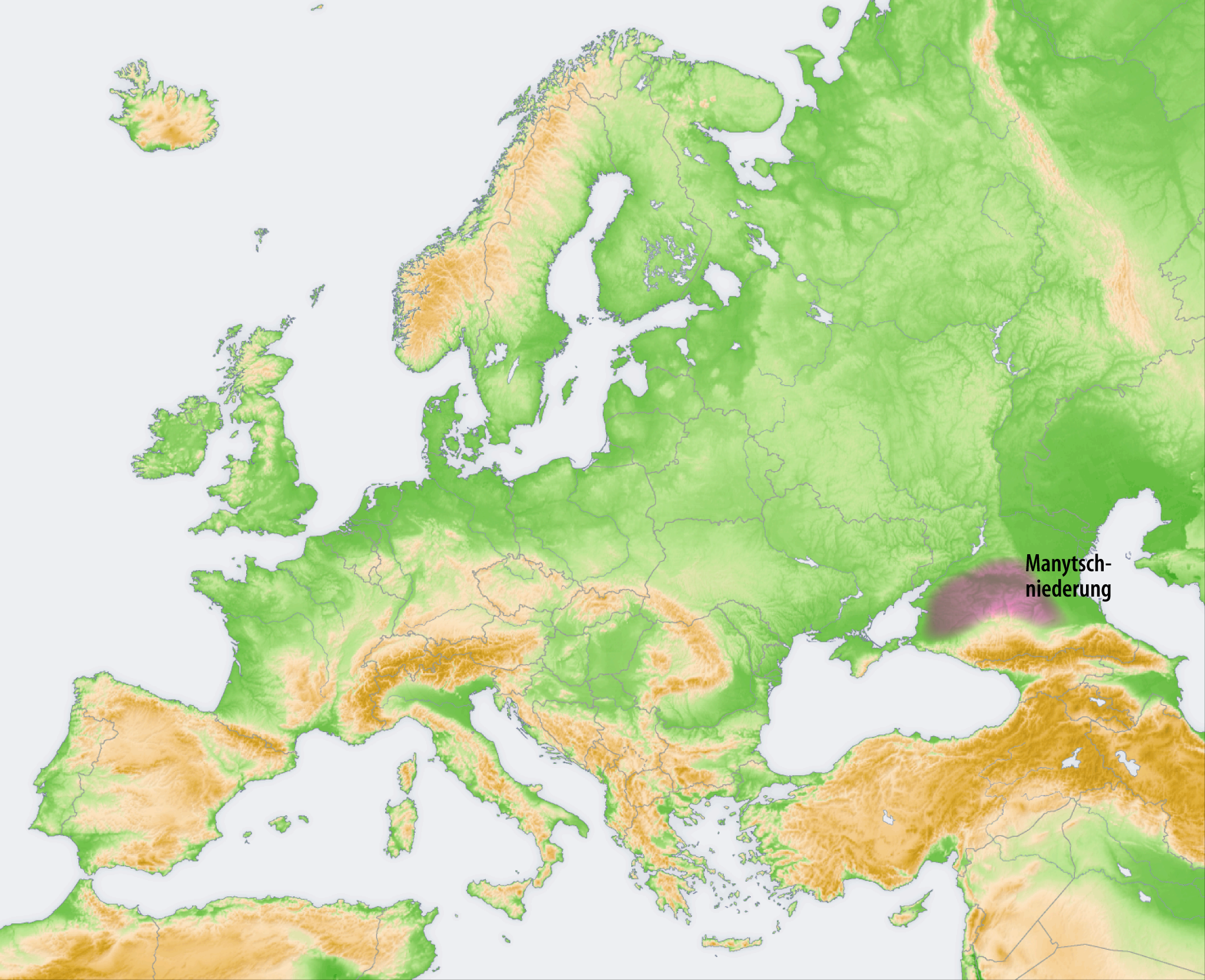
庫馬─馬內奇盆地（紫色区域）

庫馬-馬內奇盆地（俄语：Кумо-Манычская впадина）是俄羅斯西南部的盆地，把東歐平原和前高加索分隔，名稱取自庫馬河和馬內奇河，是歐洲和亞洲的天然分界線。